# 0-6-0
0-6-0 es la designación de notación Whyte para locomotoras de vapor con una disposición de ruedas sin ruedas delanteras, seis ruedas motrices acopladas y propulsadas en tres ejes y sin ruedas traseras . Históricamente, esta era la disposición de ruedas más común utilizada en locomotoras ténder y tanque en versiones con cilindros interiores y exteriores .
En el Reino Unido, la notación Whyte de disposición de las ruedas también se utilizaba a menudo para la clasificación de locomotoras eléctricas y diésel-eléctricas con ruedas motrices acopladas con varillas laterales. Según la clasificación UIC, popular en Europa, esta disposición de ruedas se escribe como C si las ruedas están acopladas con bielas o engranajes, o Co si se accionan de forma independiente, siendo estas últimas normalmente locomotoras eléctricas y diésel-eléctricas. 

## Descripción general

### Historia
La configuración 0-6-0 fue la disposición de ruedas más utilizada para locomotoras de vapor ténder y tanque . El tipo también se utilizó ampliamente para conmutadores diésel (desviadores) .[cita requerida]
Debido a que carecen de ruedas delanteras y traseras, las locomotoras de este tipo tienen todo su peso presionando sobre las ruedas motrices y en consecuencia tienen un alto esfuerzo de tracción y factor de adherencia, lo que las convierte en motores comparativamente fuertes para su tamaño, peso y consumo de combustible. Por otro lado, la falta de ruedas motrices sin motor tiene como resultado que las locomotoras 0-6-0 sean menos estables a gran velocidad. Por lo tanto, se utilizan principalmente en trenes donde no es necesaria la alta velocidad.[cita requerida]
Dado que los motores auxiliares 0-6-0 pueden tirar de trenes bastante pesados, aunque lentamente, el tipo se usaba comúnmente para tirar de trenes de carga de corta y media distancia, como trenes de carga a lo largo de líneas principales y secundarias .[cita requerida]
Las versiones con motor de tanque se utilizaron ampliamente como locomotoras de conmutación ( de maniobras ), ya que los tipos más pequeños 0-4-0 no eran lo suficientemente grandes para ser versátiles en este trabajo. Las locomotoras de conmutación 0-8-0 y más grandes, por otro lado, eran demasiado grandes para ser económicas o incluso utilizables en ferrocarriles de construcción ligera, como astilleros y depósitos de mercancías, precisamente el tipo de lugares donde más se necesitaban las locomotoras de conmutación.[cita requerida]
Las primeras locomotoras 0-6-0 tenían cilindros exteriores, ya que eran más sencillos de construir y mantener.[cita requerida]
Sin embargo, una vez que los diseñadores comenzaron a superar el problema de la rotura de los ejes del cigüeñal, se descubrió que las versiones con cilindro interior eran más estables. A partir de entonces, este patrón fue ampliamente adoptado, particularmente en el Reino Unido, aunque también se utilizaron ampliamente las versiones con cilindro exterior.[cita requerida]
Las versiones con motor de tanque de este tipo comenzaron a fabricarse en cantidad a mediados de la década de 1850 y se habían vuelto muy comunes a mediados de la década de 1860. 

### Primeros ejemplos
Las locomotoras 0-6-0 estuvieron entre los primeros tipos que se utilizaron. El primer ejemplo registrado fue el Royal George, construido por Timothy Hackworth para Stockton and Darlington Railway en 1827.[cita requerida]
Otros ejemplos tempranos incluyeron la Vulcan, el primer tipo de cilindro interior, construida por Charles Tayleur and Company en 1835 para Leicester and Swannington Railway, y Hector, una locomotora de caldera larga, construida por Kitson and Company en 1845 para York y North Midland. Ferrocarril . 

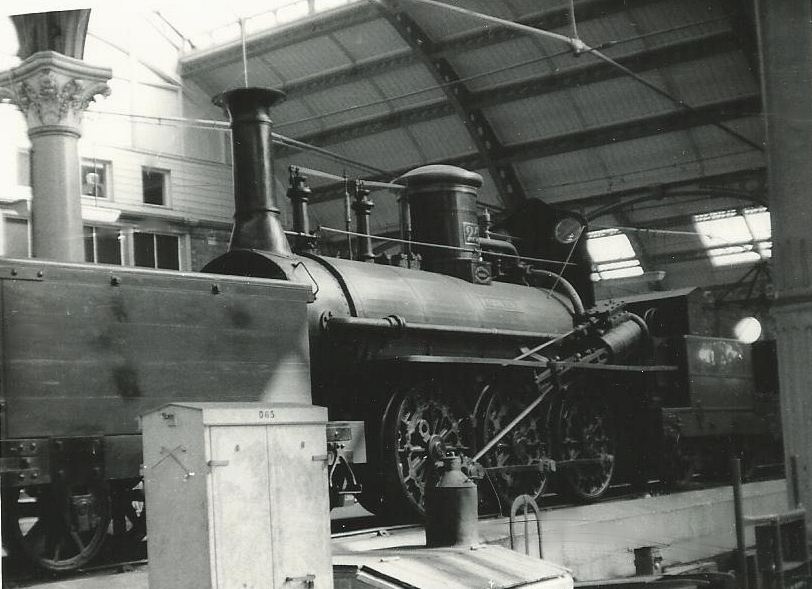
Derwent with a tender at each end

Derwent, una locomotora de dos trenes construida en 1845 por William y Alfred Kitching para Stockton and Darlington Railway, se conserva en el Centro y Museo del Ferrocarril de Darlington.[cita requerida]

### Sufijos
Para una locomotora con tanque de vapor, el sufijo suele indicar el tipo de tanque o tanques:[cita requerida]
- 0-6-0T - tanques laterales
- 0-6-0ST - tanque de silla
- 0-6-0PT - tanques de maletas
- 0-6-0WT - tanque de pozo

Otros sufijos de locomotoras de vapor incluyen:[cita requerida]
- 0-6-0VB - caldera vertical
- 0-6-0F - locomotora sin fuego
- 0-6-0G - locomotora de vapor con engranajes

Para una locomotora diésel, el sufijo indica el tipo de transmisión:[cita requerida]
- 0-6-0DM - transmisión mecánica
- 0-6-0DH - transmisión hidráulica
- 0-6-0DE - transmisión eléctrica

## Uso
Todos los principales ferrocarriles de Europa continental utilizaban 0-6-0 de un tipo u otro, aunque normalmente no en las proporciones utilizadas en el Reino Unido. Al igual que en los Estados Unidos, las locomotoras europeas 0-6-0 estaban restringidas en gran medida a tareas de cambio y piloto de estación, aunque también se usaban ampliamente en ramales cortos para transportar trenes de pasajeros y mercancías. Sin embargo, en la mayoría de los ramales se tendía a preferir los motores de tanque más grandes y potentes.[cita requerida]

### Australia
En Nueva Gales del Sur, la clase Z19 era un tipo tierno con esta disposición de ruedas. La colección del Museo del Ferrocarril Dorrigo incluye siete locomotoras con disposición de ruedas 0-6-0, incluidas dos de la clase Z19 (1904 y 1923), tres tanques de silla 0-6-0 y dos tanques laterales 0-6-0.[cita requerida]

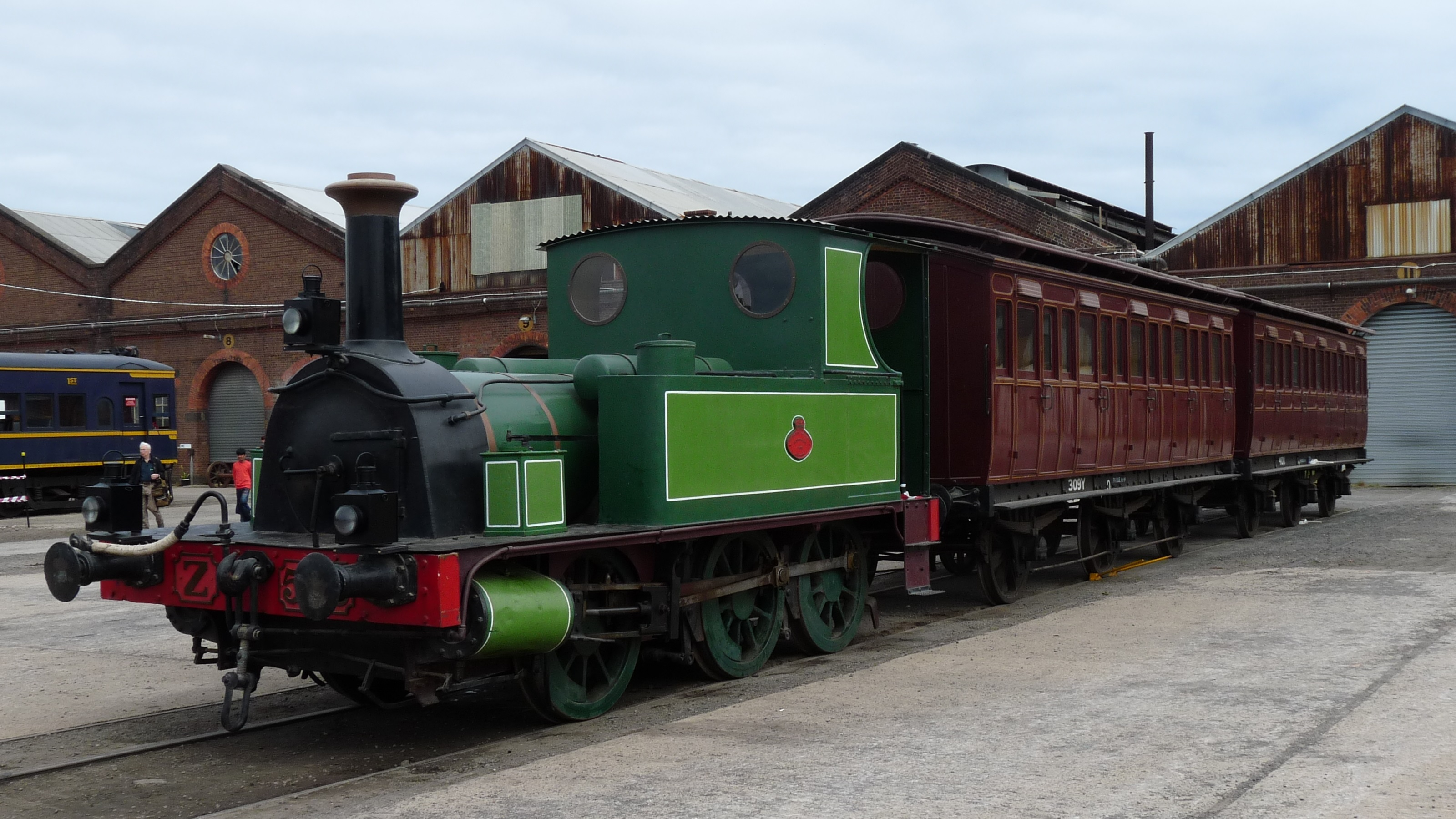
Victorian Railways Z-Class 0-6-0T locomotive Z 526, as restored.

En Victoria, Geelong and Melbourne Railway Company operó cuatro locomotoras de mercancías 0-6-0WT (tanque de pozo); una de sus locomotoras de pasajeros 2-2-2WT ("Titania", que se convirtió en el número 34 de Victorian Railways en 1860) se convirtió en una 0-6-0WT en 1872. 
En el sistema de ferrocarriles victorianos había O, P, Q, antiguo R, R belga, nuevo R, RY, T, U, números 103 y 105 (sin clasificar), antiguo V, X e Y clase 0-6-0. locomotoras tiernas, así como un motor solitario clase Z 0-6-0T (tanque).  Los ferrocarriles victorianos también utilizaron tres tipos de locomotoras de maniobras diésel 0-6-0, las clases F, M y W.[cita requerida]

### Finlandia

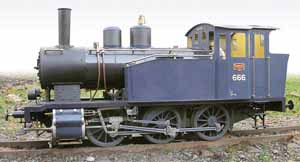
A handcrafted, 1:8 live steam scale model of a Finnish VR Class Vr1

Las locomotoras cisterna utilizadas por Finlandia fueron la VR Clase Vr1 y la VR Clase Vr4.[cita requerida]
Los VR Clase Vr1 estaban numerados del 530 al 544, del 656 al 670 y del 787 al 799. Tenían cilindros exteriores y estuvieron operativos desde 1913 hasta 1975. Construidos por Tampella, Finlandia y Hanomag (Hannoversche Maschinenbau AG), fueron apodados Pollo . El número 669 se conserva en el Museo del Ferrocarril de Finlandia.[cita requerida]
Las Vr4 eran una clase de sólo cuatro locomotoras, numeradas del 1400 al 1423, originalmente construidas como 0-6-0 por Vulcan Iron Works, Estados Unidos, pero modificadas a 0-6-2 en 1951-1955 y reclasificadas como Vr5.[cita requerida]

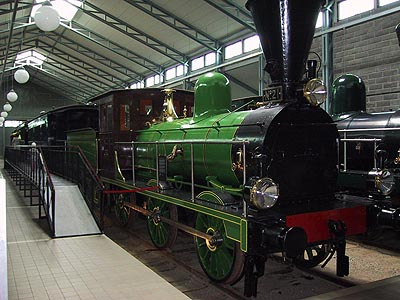
Restored VR Class C1 no. 21 at the Finnish Railway Museum

Las locomotoras pasivas finlandesas eran las clases C1, C2, C3, C4, C5 y C6.
Las locomotoras de vapor finlandesas Clase C1 eran una clase de diez locomotoras numeradas del 21 al 30. Estuvieron operativos desde 1869 hasta 1926. Fueron construidos por Neilson and Company y recibieron el sobrenombre de Bristollari . La número 21, conservada en el Museo del Ferrocarril de Finlandia, es la segunda locomotora más antigua conservada en Finlandia.[cita requerida]
Los dieciocho Clase C2 estaban numerados del 31 al 43 y del 48 al 52. También fueron apodados Bristollari.[cita requerida]
La C3 era una clase de sólo dos locomotoras, numeradas 74 y 75.[cita requerida]
Los trece Clase C4 estaban numerados del 62 y del 78 al 89.[cita requerida]
Las catorce locomotoras de vapor finlandesas de la clase C5 estaban numeradas del 101 al 114. Estuvieron operativos desde 1881 hasta 1930. Fueron construidos por Hanomag en Hannover y recibieron el sobrenombre de Bliksti. El n.º 110 se conserva en el Museo del Ferrocarril de Finlandia.[cita requerida]
La C6 era una clase solitaria de una locomotora, numerada 100.[cita requerida]
Conclusión
Durante el siglo XIX, las locomotoras de vapor fueron transportes de gran importancia en Europa y en algunos continentes en lo que se menciona algunos países: Indonesia, Nueva Zelanda, Sudáfrica, Reino Unido, Estados Unidos, Filipinas y entre otros, que marcaron historia en el tiempo. Algunos ejemplares se conservan en diferentes museos a la vista de todos los espectadores.[cita requerida]